# 余談
余談（よだん）とは、何らかの役に立つことを見込まれていない話。雑談の類であり、話の内容の事柄と多少は関連しているものの、本筋から外れており理解の助けにおよぶ見込みがほとんどないとされるものを指す。
自ら余談と呼んで話を行う場合、聞き手にあらかじめどうでもよい話だと宣言する目的がある。この場合の用法の類義語として「ちなみに」や「蛇足」が挙げられ、同様の目的で使用される。
余談は話にメリハリを付けて聞き手の理解を補助するうえで有効であったり、インパクトを与えることができることから、日常会話やスピーチ、プレゼンテーションで用いられることがある。また、文脈の流れを遮断して挿入することが可能であるため、話の転換点に用いられることが多い。しかし、多用しすぎたり使用する場を間違えたりすると、聞き手に不快感を与えることがある。
ウィキペディアでもこのような記述は禁止されているが、それを無視して余談を書いたり余談と言う名の節を作成する利用者も後を絶たない。